# غايتانو كوستا
غايتانو كوستا (بالإيطالية: Gaetano Costa)‏ هو رجل قضاء إيطالي، ولد في 1 مارس 1916 في قلعة النساء في إيطاليا، وتوفي في 6 أغسطس 1980 في باليرمو في إيطاليا.